# Сариг-оол Степан Агбанович
Сариг-оол Степан Агбанович (17 листопада 1908 — 27 травня 1983) — поет, прозаїк, перекладач, народний письменник Тувинської АРСР, заслужений діяч літератури і мистецтва Тувинської АРСР, основоположник і класик тувинської літератури.
Народився в містечку Кадигбай Танну-Туви. Закінчив курси партійних працівників в Кизилі (1930), Комуністичний університет трудящих Сходу в Москві (1934), Вищі літературні курси при Літературному інституті імені М.Горького (1957). Працював редактором газети «Аревэ шыны», головою ЦК професійного Союзу Тувинської Народної Республіки, директором театру-студії (1940—1942), літературним консультантом Спілки письменників ТНР (1942—1944), науковим співробітником в Тувинському науково-дослідному інституті мови, літератури та історії (1945—1953), редактором в Тувинському книжковому видавництві (1953—1955), відповідальним редактором альманаху «Улуг-Хем».

## Творчість
Перший вірш, який став народною піснею «Эрге-шолээ бисте турда» (Свобода і воля у нас) було надруковано в 1934. В його книгах постійно відчувається енергія допитливої філософсько-поетичної думки, роздуми над долями людства. Повість «Белек» (Подарунок) — перший великий твір в тувинській літературі, з нього почався розвиток жанру повісті. Сариг-оолом написаний кіносценарій першого тувинського художнього фільму «Люди блакитних річок» (у співавторстві з О. Саган-оолом). За мотивами його поеми написана перша тувинська опера «Чечен і Белекмаа» (музика Р.Кенденбіля). Художня мова письменника пов'язана з фольклорною традицією.
Тувинською перекладав вірші і поеми О. Пушкіна, М. Лермонтова, О.Некрасова, Т. Шевченко, В. Маяковського, М. Ісаковського, С. Щипачева, окремі твори Д.Лондона, В. Гюго, А. Чехова, М. Горького, В. Катаєва. Твори С.Сариг-оола перекладені багатьма мовами світу. Він — автор навчальних посібників по рідній літературі для 4-5 класів загальноосвітніх шкіл Туви. Він удостоєний високої честі бути включеним в число осіб, названих у книзі «Заслужені люди Туви ХХ століття». На початку 1990-х рр. була заснована літературна премія імені С.Сариг-оола.